# Gottlieb Schick
Gottlieb Schick ( 15. srpna 1776 Stuttgart – 7. května 1812 tamtéž) byl německý malíř. Spolu se sochařem Danneckerem patří k hlavním představitelům švábského klasicismu. V letech 1802 až 1811 byl žákem Davida, stejně jako jeho kolega Eberhard Wächter.

## Dílo
- Portrét Heinrike Danneckerové, Stuttgart.
- Portrét Wilhelminy von Cotta, 1802, Stuttgart
- Portrét Adelheidy a Gabriely von Humboldt, kolem roku 1800, Berlín